# Три знаменитых парка Японии
Три знаменитых парка Японии (яп. 日本三名園 Нихон Саммэйэн) — три парка (сада) в Японии, которые, как традиционно считается, соединяют в себе все необходимые атрибуты идеального природного парка.:
- Кэнроку-эн в Канадзаве (префектура Исикава),
- Кайраку-эн в Мито (префектура Ибараки),
- Кораку-эн в Окаяме (префектура Окаяма).

Согласно «Хроникам знаменитых садов Лояна» (кит. упр. 洛陽名園記, пиньинь Luòyáng míngyuán jì, палл. Лоян минъюань цзи), старинному сочинению по разбивке парков, принадлежащему китайскому писателю Ли Гэфэю (кит. 李格非), идеальный парк (сад) должен иметь следующие достоинства:
- обширность и укромное местоположение
- искусственность создания и традиционность форм
- наличие текущей воды и панорамный обзор[источник не указан 1233 дня].